# جول سارنو
جول سارنو (به انگلیسی: Joel Surnow) (۱۸ دسامبر ۱۹۵۵) نویسنده و تهیه‌کننده آمریکایی است. او به علت ساختن سریال‌های تلویزیونی همچون سریال ۲۴ و نیکیتای افسونگر شناخته شده است.

## زندگی
جول در اصل لیتوانیایی تبار است. پدر و مادر او یهودی بوده‌اند. آن‌ها ابتدا در میشیگان و سپس در لس‌آنجلس زندگی می‌کردند. سارنو در مدرسهٔ فیلم دانشگاه کالیفرنیا در سال ۱۹۷۶ فارغ‌التحصیل شد.
بلافاصله پس از فارغ‌التحصیلی شروع به نوشتن فیلم‌نامه برای سریال‌های تلویزیونی کرد.
او پنج فرزند دختر دارد. دو دختر از ازدواج قبلی و سه دختر دیگر از همسر فعلی خود دارد.

## سارنو در سیاست
به گفته خودش، او یکی از حامیان حزب جمهوری‌خواهان آمریکا است. حتی به برخی کاندیداهای انتخاباتی نیز کمک مالی کرده‌است.

## پیوندها
- جول سارنو در پایگاه اطلاعات اینترنتی فیلم‌ها